# جون أوكونور (لاعب كريكت)
جون أوكونور (بالإنجليزية: John O'Connor)‏ (19 أغسطس 1868 في أستراليا - 2 فبراير 1952 في أستراليا) هو لاعب كريكت أسترالي. لعب مع فريق فكتوريا للكريكت.

## وصلات خارجية
- جون أوكونور على موقع إي آس بي آن كريك إنفو (الإنجليزية)